# Krystyna Dobak-Splitt
Krystyna Dobak-Splitt (ur. 16 stycznia 1960 r. w Poznaniu, zm. 10 lutego 2021 r. w Kaliszu) – archeolożka, badaczka i propagatorka historii Kalisza.

## Wykształcenie
Ukończyła II Liceum Ogólnokształcące im. Tadeusza Kościuszki w Kaliszu. Absolwentka kierunku archeologia Uniwersytetu im. Adama Mickiewicza w Poznaniu.

## Działalność
Członek rzeczywisty Kaliskiego Towarzystwa Przyjaciół Nauk od 1987. W 1983 roku wspólnie z J. A. Splitt, E. Pudełko i G. Teske odkryła cztery krypty w zachodniej nawie bocznej kościoła garnizonowego w Kaliszu. 
Wspólnie z mężem Jerzym Aleksandrem Splittem jest autorką książki „Kalisz poprzez wieki” (1988) - podstawowej lektury o dziejach miasta dla dzieci i młodzieży (z akwarelami Mieczysława Kościelniaka i rysunkami Władysława Kościelniaka). 

## Publikacje
Krystyna Dobak-Splitt, Jerzy Aleksander Splitt, Kalisz poprzez wieki. Wyd. Towarzystwo Miłośników Kalisza, 1988.
Krystyna Dobak-Splitt, Jerzy Aleksander Splitt, Raszewy, gm. Żerków, woj. kaliskie, St. nr 4, AZP 59-34/58, Informator Archeologiczny : badania, 1990, 24, s. 40-41.
Jerzy Aleksander Splitt, Krystyna Dobak-Splitt, Pacanowice, gm. Pleszew, woj. kaliskie. Stanowisko 6, Informator Archeologiczny : badania, 1985, 19, s. 49-50.
Jerzy Aleksander Splitt, Krystyna Dobak-Splitt, Pacanowice, gm. Pleszew, woj. kaliskie. Stanowisko 6, Informator Archeologiczny : badania, 1984, 18, s. 54-55.
Jerzy Aleksander Splitt, Krystyna Dobak-Splitt, Paganowice, gm. Pleszew, woj. kaliskie. Stanowisko 6, Informator Archeologiczny : badania, 1983, 17, s. 74.
Jerzy Aleksander Splitt, Krystyna Dobak-Splitt, Nosków Sulisławicki, przedmieście m. Kalisza. Stanowisko 1, Informator Archeologiczny : badania, 1983, 17, s. 169.
Leon Poprawa, Sławomir Keszka, Krystyna Dobak-Splitt, Okruchy wojennych wspomnień. Wyd. Sanktuarium św. Józefa, 2014.
Sławomir Kęszka, Jerzy Aleksander Splitt, Krystyna Dobak-Splitt, Dzieło jednego życia : ksiądz prałat Wacław Bliziński (1870-1944) / Sławomir Kęszka ; [współpraca autorska i opracowanie graficzne Krystyna i Jerzy Aleksander Splittowie]. Wyd. Narodowy Instytut Kultury i Dziedzictwa Wsi, Warszawa, 2020.
Krystyna Dobak-Splitt, Jerzy Aleksander Splitt, Kościół i klasztor OO. Franciszkanów w Kaliszu. Wyd. Muzeum Okręgowe Ziemi Kaliskiej. Kalisz, 1998.
Krystyna Dobak-Splitt, Jerzy Aleksander Splitt, Jak budowano Kalisz? Z dziejów rozwoju przestrzennego miasta, „Kalisia”, nr 1 – 2, 1993.